# Cryptopelta tarltoni
Cryptopelta tarltoni is een slangster uit de familie Ophiodermatidae.
De wetenschappelijke naam van de soort werd in 1974 gepubliceerd door Alan N. Baker.